# 트리네 옙센
트리네 란보 옙센(Trine Randbo Jepsen, 1977년 7월 29일 ~ )은 덴마크의 가수, 배우이다. 1999년 단스크 멜로디 그랑프리(Dansk Melodi Grand Prix)에서 우승을 차지했으며 유로비전 송 콘테스트 1999에서 덴마크 대표로 참가했다. 음악 그룹 EyeQ의 일원으로도 활동한 경력을 갖고 있다.